# Station Grefsen
Station Grefsen  is een station in Storo, een buitenwijk in het  noordoosten van de stad Oslo. Het station is vernoemd naar de wijk Grefsen, maar die ligt verder naar het noorden. Het station dateert uit 1900 en is ontworpen door Paul Due.
Grefsen wordt bediend door lijn L3, de stoptrein die pendelt tussen Oslo en Jaren en lijn R30 die doorrijdt tot het eindpunt van de lijn in Gjøvik. Het is een overstapstation voor meerdere tram- en buslijnen.